# Галогеніди
Галогені́ди (галоїди, галіди) — хімічні сполуки, до складу яких входять одновалентні аніони галогенів.

## Загальний опис
Галогеніди — це сполуки або йони, що містять атоми галогенів зі ступенем
окиснення -1: фториди, хлориди, броміди, йодиди, астатиди.
Тобто, це сполуки галогенів з менш електронегативними елементами. У сполуках з лужними металами зв'язок
переважно йонний, з іншими — набирає полярного ковалентного характеру.
Галогенідами є солі галоїдних кислот: HF (фториди), HCl (хлориди), HBr (броміди), HI (йодиди). Серед фторидів найбільш найхарактернішими є сіль кальцію (CaF2), серед хлоридів — солі натрію і калію (NaCl і KCl відповідно).
Галогеніди можуть утворюватися з багатьма елементами. Так, існують, зокрема, галогеніди арсену, галогеніди бору, галогеніди германію, галогеніди азоту, галогеніди свинцю, галогеніди селену, галогеніди олова, галогеніди стибію, галогеніди телуру, галогеніди фосфору та галогеніди металів. У сполуці також може знаходитися кілька різних галогенід-аніонів — такі представники називаються полігалогенідами.